# Pseudochiridium insulae
Pseudochiridium insulae es una especie de arácnido del orden Pseudoscorpionida de la familia Pseudochiridiidae.

## Distribución geográfica
Se encuentra en Florida (Estados Unidos).